# Mad Max bortom Thunderdome (soundtrack)
Mad Max Beyond Thunderdome: Original Motion Picture Soundtrack är filmmusiken från filmen Mad Max bortom Thunderdome från 1985, med bland andra Tina Turner och Mel Gibson.
Albumet utgavs i augusti 1985.

## Låtlista
| 1.           | We Don't Need Another Hero (Thunderdome)                | 6:05  |
| 2.           | One of the Living                                       | 5:59  |
| 3.           | We Don't Need Another Hero (Thunderdome) (instrumental) | 6:30  |
| 4.           | Bartertown†                                             | 8:28  |
| 5.           | The Children†                                           | 2:11  |
| 6.           | Coming Home†                                            | 15:10 |
| Total längd: | Total längd:                                            | 44:27 |

† Framförd av Royal Philharmonic Orchestra